# Koutoukou
Le koutoukou ou Gbêlê, est une boisson spiritueuse produite en Côte d'Ivoire et consommée en Afrique de l'Ouest. Cette eau-de-vie est obtenue grâce à la distillation de la sève de palmiers, comme le palmier à huile, le raphia ou le rônier.

## Histoire
Le Koutoukou est introduit en Côte d'Ivoire depuis le Ghana vers 1940. Cette boisson est interdite en 1964 en Côte d'Ivoire pour lutter contre la distillation clandestine qui représentait des dangers pour les consommateurs. Malgré l'interdiction du Koutoukou, sa production, sa commercialisation et sa consommation ont continué. Ainsi, le Koutoukou se boit lors des cérémonies traditionnelles, des cultes, lors des funérailles et des mariages.
Sa prolifération et son utilisation sont dues au fait qu'il est moins coûteux par rapport aux boissons alcooliques industrielles. Cette liqueur est donc accessible a une bonne partie des populations.
En 1999, le Koutoukou est de nouveau autorisé par les autorités ivoiriennes avec de nouvelles mesures et dispositions de sécurité liées à sa production et sa consommation. Ces nouvelles mesures ne sont toujours pas respectées. Les autorités ivoiriennes sensibilisent, forment et encadrent les producteurs du Koutoukou.

## Fabrication
Le koutoukou est obtenu par distillation du vin de différents palmiers notamment le palmier à huile, le raphia et le rônier,. Cette boisson  peut être produite à partir de jus de canne à sucre ou par mélange d'eau, de sucre et de levure. Le Koutoukou est principalement produit de façon artisanale par les populations villageoises.
On le produit également au Ghana où il se nomme akpeteshie, au Bénin et au Togo où il se nomme sodabi puis au Cameroun où il se nomme odontol. Il s'exporte aussi au Tchad.

### Distillation du vin de palme
La première étape est la réception du vin de palme qui est la matière première du Koutoukou. Ce vin est ensuite entreposé puis fermenté en terre ou au soleil, il est pesé entre 100 ou 120 litres puis filtré. La fermentation du vin de palme dure entre 15 et 21 jours à Bonoua et Aboisso. l'on ajoute par la suite du Soda, environ 5 à 10 litres.
Après cette étape, le tout passe par le processus de distillation qui dure en moins de 3 heures dans les zones rurales. Le vin de palme déjà fermenté est chauffé et la chaleur provoque l'évaporation de l'alcool, ce gaz se condense en liquide clair, le koutoukou. Le Koutoukou est enfin mis dans des pots et prêt à être consommé.

### Distillation à partir du mélange eau-surcre-levure
Le sucre est d'abord dissous dans de l'eau. Ensuite, la levure est ajoutée pour la fermentation. Dans ce processus, la fermentation dure moins de 7 jours.
Après la fermentation, la distillation s'effectue de la même manière que celui du vin de palme.

## Composition physico-chimique
Le pH du Koutoukou traditionnel varie entre 3,33 et 4,17. Il contient des alcools supérieurs comme le propan-1-ol, le propan-2-ol et le butanol. Le méthanol y est aussi présent. Le koutoukou produit traditionnellement contient des quantités élevées de métaux lourds comme le Fer environ 22,23 mg par litre, le cuivre avec, le plomb et le cadmium.

## Risque pour la santé
Le Koutoukou contient des alcools supérieurs comme le méthanol qui sont dangereux pour la santé,. Des études montrent que la consommation du Koutoukou artisan affecte le foie, le rein et le cœur. Sa consommation chronique réduit également le nombre de cellules du gyrus denté de l'hyppocampe.
Les lieux de production et de vente appelées des « cabarets » sont des constructions de fortune construites avec du bois qui serve de lieux d'habitation des producteurs. A proximité de ces endroits on y trouve des dépotoirs d'ordure des toilettes. De plus les ustensiles utilisés sont des bidons en plastiques nettoyés à l'eau simple.

### Incidents
Plusieurs incidents dus à l'intoxication du Koutoukou se produisent régulièrement en Côte d'Ivoire,. En novembre 2023, 8 personnes meurent par intoxication due au Koutoukou dans le village d'Abatta à Abidjan. A Toumodi en février 2025, un jeune homme décède à cause de la consommation de cette boisson.

## N'ZanKoutou
Avec la modernisation, il est apparu N'zantoukou une dérivée du koutoukou produite légalement dans le respect des normes de sécurité.